# Wenkui Gao
Wenkui Gao (28 de julio de 1995) es un atleta chino especializado en marcha atlética.
Gao consiguió la medalla de oro en la Copa del Mundo de Marcha Atlética de 2014, disputada en la ciudad china de Taicang. Es destacable también el octavo puesto conseguido en la Copa Mundo de Marcha Atlética celebrada en la ciudad rusa de Saransk en 2012.

## Mejores marcas personales
| Mejores marcas personales | Mejores marcas personales | Mejores marcas personales | Mejores marcas personales |
| Distancia                 | Tiempo                    | Lugar                     | Fecha                     |
| ------------------------- | ------------------------- | ------------------------- | ------------------------- |
| 10 km.                    | 39:40                     | Taicang, China            | 3 de mayo de 2014         |
| 20 km.                    | 1h:23:15                  | Taicang, China            | 1 de mayo de 2015         |
| PC - Pista Cubierta       |                           |                           |                           |